# Institut de Crèdit Oficial
L'Institut de Crèdit Oficial (Instituto de Crédito Oficial, oficialment i en castellà) és un banc públic adscrit al Ministeri d'Afers Econòmics i Transformació Digital a través de la Secretaria d'Estat d'Economia i Suport a l'Empresa. Va ser fundat en 1971 com a entitat responsable de coordinar i controlar als bancs públics. Té naturalesa jurídica d'entitat de crèdit i consideració d'Agència Financera de l'Estat. El seu finançament es realitza mitjançant l'emissió de títols de renda fixa. Les seves funcions són principalment promoure activitats econòmiques que contribueixin al creixement i desenvolupament del país, així com a la millora de la distribució de la riquesa nacional.

## Llistat de presidents
A continuació es llisten els presidents que ha tingut l'ICO des de la seva creació en 1971:
- ?? (1971-1978)
- Rafael Bermejo Blanco (1978-1982)
- Miguel Martín Fernández (1982)
- Julián García Vargas (1982-1985)
- Miguel Muñiz de les Cuevas (1986-1995)
- Fernando Becker Zuazua (1996-1998)
- José Gasset Loring (1999-2000)
- Ramón Aguirre Rodríguez (2000-2003)
- Aurelio Martínez Estévez (2004-2009)
- José María Ayala Vargas (2009-2011)
- Román Escolano Olivares (2012-2014)
- Irene Garrido Valenzuela (2014-2015)
- Emma Navarro Aguilera (2015-novembre 2016)
- Pablo Zalba Bidegain (19 de novembre de 2016-22 de juny de 2018)[2]
- José Carlos García de Quevedo (22 de juny de 2018-2024)[1]
- Manuel Illueca Muñoz (27 d'agost de 2024 - avui)[3]